# The Happening
The Happening är en amerikansk film från 2008. Huvudpersonen är Elliot Moore, spelad av Mark Wahlberg, och arbetar som naturvetenskapslärare på en skola i Philadelphia. Zooey Deschanel spelar Moores fru och John Leguizamo spelar matematiklärare på samma skola som Moore och är hans bäste vän. Filmen är skriven och regisserad av M. Night Shyamalan och hade världspremiär 11 juni 2008.

## Synopsis
Naturvetenskapsläraren Elliot Moore (Mark Wahlberg) jobbar på en skola i Philadelphia. En dag börjar människor att bete sig underligt i städerna i östra delen av USA vilket leder till hemska dödsfall och att de som bevittnar dem begår självmord. Tillsammans med sin fru Alma (Zooey Deschanel), matematikläraren Julian (John Leguizamo) och dennes  dotter (Ashlyn Sanchez) bestämmer sig Elliot för att fly till Julians fru, men under resan dit stannar tåget i Pennsylvania, där de blir fast. Handlingen kretsar kring Elliot med vänner och familj i deras försök att överleva.

## Skådespelare
| Mark Wahlberg   | – Elliot Moore |
| Zooey Deschanel | – Alma Moore   |
| John Leguizamo  | – Julian       |
| Ashlyn Sanchez  | – Jess         |